# Actinobole
Actinobole es un género de plantas con flores perteneciente a la familia de las asteráceas. Comprende 4 especies descritas y  aceptadas. Es originario de Australia.

## Taxonomía
El género fue descrito por F.Muell. in Benth. y publicado en Genera Plantarum Suppl. 3: 70. 1843. La especie tipo es: Actinobole uliginosum (A.Gray) H.Eichler

## Especies
A continuación se brinda un listado de las especies del género Actinobole aceptadas hasta julio de 2012, ordenadas alfabéticamente. Para cada una se indica el nombre binomial seguido del autor, abreviado según las convenciones y usos.
- Actinobole condensatum (A.Gray) P.S.Short
- Actinobole drummondiana P.S.Short
- Actinobole oldfieldiana P.S.Short
- Actinobole uliginosum (A.Gray) H.Eichler